# Dick Kowcinak
Dick Kowcinak (né le 25 mai 1917 à Winnipeg, dans la province du Manitoba au Canada — mort le 6 septembre 2011 à Sarnia, dans la province de l'Ontario) est un joueur professionnel canadien de hockey sur glace.

## Carrière en club
En 1938, il commence sa carrière avec les Smoke Eaters de Trail dans la West Kootenay League. Il passe professionnel avec les Capitals d'Indianapolis dans la Ligue américaine de hockey en 1943.

## Statistiques
| Saison    | Équipe                  | Ligue |    | Saison régulière | Saison régulière | Saison régulière | Saison régulière | Saison régulière |   | Séries éliminatoires | Séries éliminatoires | Séries éliminatoires | Séries éliminatoires | Séries éliminatoires |
| Saison    | Équipe                  | Ligue | PJ | B                | A                | Pts              | Pun              | PJ               | B | A                    | Pts                  | Pun                  |                      |                      |
| 1938-1939 | Smoke Eaters de Trail   | WKHL  | -  | -                | -                | -                | -                | -                | - | -                    | -                    | -                    |                      |                      |
| 1938-1939 | Capitals d'Indianapolis | LAH   | 31 | 10               | 12               | 22               | 4                | -                | - | -                    | -                    | -                    |                      |                      |
| 1943-1944 | Capitals d'Indianapolis | LAH   | 53 | 18               | 35               | 53               | 13               | -                | - | -                    | -                    | -                    |                      |                      |
| 1944-1945 | Flyers de Saint-Louis   | LAH   | 57 | 9                | 30               | 39               | 19               | -                | - | -                    | -                    | -                    |                      |                      |
| 1947-1948 | Auto Club de Détroit    | LIH   | 30 | 25               | 42               | 67               | 18               | -                | - | -                    | -                    | -                    |                      |                      |
| 1948-1949 | Auto Club de Détroit    | LIH   | 30 | 17               | 32               | 49               | 4                | -                | - | -                    | -                    | -                    |                      |                      |
| 1949-1950 | Sailors de Sarnia       | LIH   | 38 | 25               | 58               | 83               | 18               | -                | - | -                    | -                    | -                    |                      |                      |
| 1950-1951 | Sailors de Sarnia       | LIH   | 47 | 12               | 50               | 62               | 43               | -                | - | -                    | -                    | -                    |                      |                      |